# Anna Karolína Schmiedlová
Anna Karolína Schmiedlová (Košice, 13 september 1994) is een tennisspeelster uit Slowakije. Schmiedlová begon met tennis toen zij zeven jaar oud was. Zij speelt rechtshandig en heeft een tweehandige backhand. Zij is actief in het internationale tennis sinds 2010, voornamelijk in het enkelspel.

## Loopbaan
Tot op heden(mei 2024) won Schmiedlová twaalf ITF-titels, alle in het enkelspel.
In mei 2013 speelde Schmiedlová op Roland Garros haar eerste partij op een grandslamtoernooi, nadat zij zich had weten te plaatsen via het kwalificatietoernooi.
Schmiedlová speelde haar eerste WTA-enkelspelfinale in 2015 op het toernooi van Rio de Janeiro, waar zij echter verloor van Sara Errani. Zij behaalde haar eerste WTA-enkelspeltitel later dat jaar, op het toernooi van Katowice – in de finale versloeg zij Camila Giorgi. Drie maanden later won zij haar tweede WTA-titel op het toernooi van Boekarest, waar zij in de finale revanche nam op Sara Errani.
In 2018 volgde haar derde enkelspeltitel, op het WTA-toernooi van Bogota – in de finale rekende zij af met de Spaanse Lara Arruabarrena.
In 2021 won Schmiedlová haar vierde WTA-enkelspeltitel, op het challengertoernooi van Belgrado – in de finale versloeg zij de Nederlandse Arantxa Rus.
Op Roland Garros 2023 bereikte Schmiedlová de vierde ronde, haar beste grandslamresultaat tot dat moment.
In 2024 won Schmiedlová haar vijfde WTA-enkelspeltitel, op het WTA 125-toernooi van Parma – in de finale versloeg zij de Egyptische Mayar Sherif.

### Tennis in teamverband
In de periode 2012–2024 maakte Schmiedlová deel uit van het Slowaakse Fed Cup-team – zij behaalde daar een winst/verlies-balans van 13–14.

## Posities op deWTA-ranglijst
Positie per einde seizoen:
| jaar | rang enkelspel | rang dubbelspel |
| ---- | -------------- | --------------- |
| 2011 | 634            | 1118            |
| 2012 | 212            | 432             |
| 2013 | 74             | 318             |
| 2014 | 73             | 327             |
| 2015 | 26             | 338             |
| 2016 | 227            | 696             |
| 2017 | 133            | 670             |
| 2018 | 77             | –               |
| 2019 | 138            | –               |
| 2020 | 139            | 504             |
| 2021 | 84             | 619             |
| 2022 | 100            | 1250            |
| 2023 | 71             | 1357            |

## Palmares
| Legenda                 |
| ----------------------- |
| Grandslamtoernooi       |
| Olympische Spelen       |
| Year-End Championships  |
| Premier Mandatory       |
| Premier Five / WTA 1000 |
| Premier / WTA 500       |
| International / WTA 250 |
| Challenger / WTA 125    |

### WTA-finaleplaatsen enkelspel
| nr.              | finale     | toernooi           | ondergrond    | tegenstandster    | score         |         |
| ---------------- | ---------- | ------------------ | ------------- | ----------------- | ------------- | ------- |
| gewonnen finales |            |                    |               |                   |               |         |
| 1.               | 2015-04-12 | WTA Katowice       | hardcourt (i) | Camila Giorgi     | 6-4, 6-3      | details |
| 2.               | 2015-07-19 | WTA Boekarest      | gravel        | Sara Errani       | 7-6, 6-3      | details |
| 3.               | 2018-04-15 | WTA Bogota         | gravel        | Lara Arruabarrena | 6-2, 6-4      | details |
| 4.               | 2021-07-31 | WTA Belgrado       | gravel        | Arantxa Rus       | 6-3, 6-3      | details |
| 5.               | 2024-05-18 | WTA Parma          | gravel        | Mayar Sherif      | 7-5, 2-6, 6-4 | details |
| verloren finales |            |                    |               |                   |               |         |
| 1.               | 2015-02-22 | WTA Rio de Janeiro | gravel        | Sara Errani       | 6-7, 1-6      | details |
| 2.               | 2019-01-12 | WTA Hobart         | hardcourt     | Sofia Kenin       | 3-6, 0-6      | details |
| 3.               | 2023-09-23 | WTA Parma          | gravel        | Ana Bogdan        | 5-7, 1-6      | details |

## Resultaten grandslamtoernooien
| Legenda | Legenda                          |
| ------- | -------------------------------- |
| g.t.    | geen toernooi gehouden           |
| l.c.    | lagere categorie                 |
| –       | niet deelgenomen                 |
| G       | uitgeschakeld in de groepsfase   |
| 1R      | uitgeschakeld in de eerste ronde |
| 2R      | uitgeschakeld in de tweede ronde |
| 3R      | uitgeschakeld in de derde ronde  |
| 4R      | uitgeschakeld in de vierde ronde |
| KF      | uitgeschakeld in de kwartfinale  |
| HF      | uitgeschakeld in de halve finale |
| F       | de finale verloren               |
| W       | het toernooi gewonnen            |
| w-v     | winst/verlies-balans             |

### Enkelspel
| toernooi        | 2013 | 2014 | 2015 | 2016 |    | 2018 | 2019 | 2020 | 2021 | 2022 | 2023 | 2024 |
| --------------- | ---- | ---- | ---- | ---- | -- | ---- | ---- | ---- | ---- | ---- | ---- | ---- |
| Australian Open | –    | 2R   | 2R   | 1R   | 1R | 1R   | 1R   | 2R   | 1R   | 2R   | 1R   |      |
| Roland Garros   | 2R   | 3R   | 1R   | 1R   | 1R | 1R   | 3R   | 1R   | 2R   | 4R   |      |      |
| Wimbledon       | 1R   | 1R   | 1R   | 1R   | 1R | 1R   | g.t. | –    | 2R   | 1R   |      |      |
| US Open         | 2R   | 1R   | 3R   | 1R   | 1R | –    | –    | 2R   | 2R   | 3R   |      |      |

### Vrouwendubbelspel
| Australian Open | –  | 1R | 1R | –    | 1R | –  | 1R |
| Roland Garros   | 1R | 2R | 1R | 1R   | –  | –  |    |
| Wimbledon       | 1R | –  | 1R | g.t. | –  | 1R |    |
| US Open         | 2R | 1R | 1R | –    | –  | –  |    |